# Rajdowe Samochodowe Mistrzostwa Polski 2000
Ten artykuł dotyczy sezonu 2000 Rajdowych Samochodowych Mistrzostw Polski.

## Kalendarz
| Runda | Data          | Rajd                        | Baza            | Nawierzchnia  | Dod. kat. |        |
| ----- | ------------- | --------------------------- | --------------- | ------------- | --------- | ------ |
| 1     | 18.02 - 19.02 | 14. Zimowy Rajd Dolnośląski | Kłodzko         | asfalt/śnieg  |           | Wyniki |
| 2     | 14.04 - 15.04 | 27. Rajd Warszawski         | Warszawa        | asfalt/szuter |           | Wyniki |
| 3     | 12.05 - 13.05 | 23. Rajd Krakowski          | Kraków          | asfalt        | ERC 2     | Wyniki |
| 4     | 1.06 - 3.06   | 57. Rajd Polski             | Wrocław/Kłodzko | asfalt        | ERC 20    | Wyniki |
| 5     | 23.06 - 24.06 | 28. Rajd Elmot              | Świdnica        | asfalt        |           | Wyniki |
| 6     | 20.07 - 22.07 | 26. Rajd Kormoran           | Olsztyn         | szuter        |           | Wyniki |
| 7     | 2.09 - 3.09   | 20. Rajd Karkonoski         | Jelenia Góra    | asfalt        | ERC 2     | Wyniki |
| 8     | 29.09 - 30.09 | 48. Rajd Wisły              | Wisła           | asfalt        | ERC 2     | Wyniki |

## Klasyfikacje

### Klasyfikacja generalna kierowców[1][2]
Nie uwzględniono wyników kierowców nie zgłoszonych do RSMP (startujących np. podczas Rajdu Polski). Do klasyfikacji wliczanych było 6 z 8 najlepszych wyników. Nie zaliczano kierowców którzy nie zostali sklasyfikowani w minimum dwóch rajdach.
| Poz. | Kierowca                                              | ZIM | WAR | KRA | POL | ELM | KOR | KAR | WIS | Suma punktów |
| ---- | ----------------------------------------------------- | --- | --- | --- | --- | --- | --- | --- | --- | ------------ |
| 1    | Janusz Kulig                                          | NU  | 1*  | 2   | 1*  | 1*  | 1*  | 1   |     | 119          |
| 2    | Leszek Kuzaj                                          | 1*  | 2   | 1*  | NU  | 2   | (3) | 2*  | 1*  | 109          |
| 3    | Robert Herba                                          | 2   | NU  | 3   | 2   | NU  | 4   |     | 2   | 67           |
| 4    | Łukasz Sztuka                                         |     | 4   | 4   | 3   | DK  | 7   | 4   | NU  | 46           |
| 5    | Tomasz Czopik                                         | 4   | 7   | 6   | NU  | 5   | 5   | 5   |     | 44           |
| 6    | Paweł Dytko                                           | 3   | 8   | NU  | 4   | NU  | DK  | 6   | 4   | 41           |
| 7    | Tomasz Kuchar                                         | 7   | NU  | NU  | 6   | 3   | 9   | 3   | NU  | 36           |
| 7    | Cezary Fuchs                                          | NU  | 6   |     | 7   | 4   | 10  | 8   | 3   | 36           |
| 9    | Marcin Turski                                         | 6   | 9   | 5   | 5   | NU  | NU  | 9   | 9   | 28           |
| 10   | Krzysztof Tercjak                                     |     | 5   |     | NU  | 6   |     |     | 5   | 22           |
| 11   | Wiesław Stec                                          | 5   | 10  | 10  | 10  | 8   | NU  | 10  | NU  | 15           |
| 12   | Wojciech Zaborowski                                   |     |     |     |     |     | 6   |     | 7   | 10           |
| 13   | Damian Gielata                                        | 12  |     | 8   | 8   | 7   | 11  |     | NU  | 10           |
| 14   | Michał Bębenek                                        |     | NU  | 7   | NU  | 10  | 14  | 7   | NU  | 9            |
| 15   | Jan Kościuszko                                        | 9   |     | 23  |     |     |     |     | 6   | 8            |
| 16   | Bartłomiej Baniowski                                  | 8   | 13  | 11  | 9   |     | 12  |     |     | 5            |
| 17   | Sebastian Frycz                                       | 15  | NU  |     | NU  | 15  |     | 17  | 8   | 3            |
| 18   | Michał Uliarczyk                                      | 11  | NU  | 9   | NU  | 11  |     | NU  |     | 2            |
| 19   | Piotr Marx                                            |     |     |     | 12  | 9   |     |     |     | 2            |
| 20   | Jarosław Pineles                                      | 10  |     |     |     |     | 13  |     |     | 1            |
| 21   | Zbigniew Gabryś                                       |     | 24  | 26  |     |     | 20  | NU  | 10  | 1            |
| NK   | Krzysztof Hołowczyc                                   |     |     |     |     |     | 2   |     |     | (15)         |
| NK   | Robert Gryczyński                                     |     | 3   | NU  |     |     |     |     |     | (12)         |
| NK   | Dariusz Poletyło                                      | NU  | NU  | NU  |     |     | 8   |     |     | (3)          |
|      | Klucz punktacji: 20-15-12-10-8-6-4-3-2-1              |     |     |     |     |     |     |     |     |              |
|      | * dodatkowy punkt za wygranie największej liczby OSów |     |     |     |     |     |     |     |     |              |

| Kolor     | Opis                   |
| --------- | ---------------------- |
| Złoty     | Zwycięzca              |
| Srebrny   | 2. miejsce             |
| Brązowy   | 3. miejsce             |
| Zielony   | Punktowane miejsce     |
| Niebieski | Ukończył nie punktował |
| Fioletowy | Nie ukończył NU        |
| Czarny    | Wykluczony X           |
| Biały     | Nie wystartował NW     |
| Puste     | Nie brał udziału       |

| Poz. | Kierowca                                              | ZIM | WAR | KRA | POL | ELM | KOR | KAR | WIS | Suma punktów |
| ---- | ----------------------------------------------------- | --- | --- | --- | --- | --- | --- | --- | --- | ------------ |
| 1    | Janusz Kulig                                          | NU  | 1*  | 2   | 1*  | 1*  | 1*  | 1   |     | 119          |
| 2    | Leszek Kuzaj                                          | 1*  | 2   | 1*  | NU  | 2   | (3) | 2*  | 1*  | 109          |
| 3    | Robert Herba                                          | 2   | NU  | 3   | 2   | NU  | 4   |     | 2   | 67           |
| 4    | Łukasz Sztuka                                         |     | 4   | 4   | 3   | DK  | 7   | 4   | NU  | 46           |
| 5    | Tomasz Czopik                                         | 4   | 7   | 6   | NU  | 5   | 5   | 5   |     | 44           |
| 6    | Paweł Dytko                                           | 3   | 8   | NU  | 4   | NU  | DK  | 6   | 4   | 41           |
| 7    | Tomasz Kuchar                                         | 7   | NU  | NU  | 6   | 3   | 9   | 3   | NU  | 36           |
| 7    | Cezary Fuchs                                          | NU  | 6   |     | 7   | 4   | 10  | 8   | 3   | 36           |
| 9    | Marcin Turski                                         | 6   | 9   | 5   | 5   | NU  | NU  | 9   | 9   | 28           |
| 10   | Krzysztof Tercjak                                     |     | 5   |     | NU  | 6   |     |     | 5   | 22           |
| 11   | Wiesław Stec                                          | 5   | 10  | 10  | 10  | 8   | NU  | 10  | NU  | 15           |
| 12   | Wojciech Zaborowski                                   |     |     |     |     |     | 6   |     | 7   | 10           |
| 13   | Damian Gielata                                        | 12  |     | 8   | 8   | 7   | 11  |     | NU  | 10           |
| 14   | Michał Bębenek                                        |     | NU  | 7   | NU  | 10  | 14  | 7   | NU  | 9            |
| 15   | Jan Kościuszko                                        | 9   |     | 23  |     |     |     |     | 6   | 8            |
| 16   | Bartłomiej Baniowski                                  | 8   | 13  | 11  | 9   |     | 12  |     |     | 5            |
| 17   | Sebastian Frycz                                       | 15  | NU  |     | NU  | 15  |     | 17  | 8   | 3            |
| 18   | Michał Uliarczyk                                      | 11  | NU  | 9   | NU  | 11  |     | NU  |     | 2            |
| 19   | Piotr Marx                                            |     |     |     | 12  | 9   |     |     |     | 2            |
| 20   | Jarosław Pineles                                      | 10  |     |     |     |     | 13  |     |     | 1            |
| 21   | Zbigniew Gabryś                                       |     | 24  | 26  |     |     | 20  | NU  | 10  | 1            |
| NK   | Krzysztof Hołowczyc                                   |     |     |     |     |     | 2   |     |     | (15)         |
| NK   | Robert Gryczyński                                     |     | 3   | NU  |     |     |     |     |     | (12)         |
| NK   | Dariusz Poletyło                                      | NU  | NU  | NU  |     |     | 8   |     |     | (3)          |
|      | Klucz punktacji: 20-15-12-10-8-6-4-3-2-1              |     |     |     |     |     |     |     |     |              |
|      | * dodatkowy punkt za wygranie największej liczby OSów |     |     |     |     |     |     |     |     |              |

| Kolor     | Opis                   |
| --------- | ---------------------- |
| Złoty     | Zwycięzca              |
| Srebrny   | 2. miejsce             |
| Brązowy   | 3. miejsce             |
| Zielony   | Punktowane miejsce     |
| Niebieski | Ukończył nie punktował |
| Fioletowy | Nie ukończył NU        |
| Czarny    | Wykluczony X           |
| Biały     | Nie wystartował NW     |
| Puste     | Nie brał udziału       |

Pogrubioną czcionką wyróżniono zdobywców tytułów Mistrzów i Wicemistrzów Polski. Punkty w klasyfikacji generalnej przyznawano za 10 pierwszych miejsc według systemu: 20-15-12-10-8-6-5-4-3-2-1. Dodatkowy punkt zdobywał kierowca, który wygrał największą ilość OS-ów. W grupie N, F2, klasach, klasyfikacjach promocyjnych i zespołowych, punkty przyznawano za 6 pierwszych miejsc według systemu: 10-6-4-3-2-1. W Pucharach Seicento Sporting i Peugeota punktacja obejmowała 25 pierwszych miejsc wg systemu: 50-42-37-34-32-30-28-26-24-22-20-18-16-14-12-10-9 itd. W Pucharze Daewoo Lanosa punkty przyznawano za 15 pierwszych miejsc według systemu: 25-20-16-13-11-10-9-8-7-6-5-4-3-2-1.
W grupie A, oraz klasach A-8 i N-4 nie prowadzono klasyfikacji rocznej.
W klasyfikacjach indywidualnych i zespołowych liczone były punkty ze wszystkich rund minus dwie najgorsze, a w klasach pucharowych liczono punkty ze wszystkich rund.
Zawodnik wykluczony za odstępstwa techniczne w dowolnym rajdzie nie mógł otrzymać tytułu mistrzowskiego w żadnej dyscyplinie podlegającej GKSS.
Grupy A i N podzielone były na klasy:
- kl. A-8 - pow. 2000 cm3
- kl. A-7 - do 2000 cm3
- kl. A-6 - do 1600 cm3
- kl. A-5 - do 1400 cm3
- kl. N-4 - pow. 2000 cm3
- kl. N-3 - do 2000 cm3
- kl. N-2 - do 1600 cm3
- kl. N-1 - do 1150 cm3

Samochody z silnikami z doładowaniem klasyfikowane były z wykorzystaniem współczynnika 1,7 przez który mnożona była pojemność skokowa silnika.

### Grupa N[2]
Samochody turystyczne wyprodukowane w ilości co najmniej 2 500 egzemplarzy w ciągu kolejnych 12 miesięcy. Prawie całkowity zakaz przeróbek mających na celu poprawienie osiągów samochodu.
| Msc | Kierowca      | Pilot            | Punkty |
| --- | ------------- | ---------------- | ------ |
| 1   | Tomasz Czopik | Dariusz Burkat   | 44     |
| 2   | Łukasz Sztuka | Zbigniew Cieślar | 34     |
| 3   | Paweł Dytko   | Tomasz Dytko     | 31     |

### Formuła 2[2]
Formuła 2 - Samochody gr. A lub N z napędem na jedną oś, o pojemności skokowej silnika do 2000 cm3, bez turbodoładowania. Do kategorii tej zaliczano też tzw. "kit cars" - pojazdy oparte na grupie A (lecz z większym zakresem dozwolonych modyfikacji) z napędem na jedną oś, o pojemności skokowej silnika do 2000 cm3, bez turbodoładowania, produkowane w ilości co najmniej 25 tysięcy egzemplarzy w ciągu roku, zaś roczna produkcja silników danej wersji nie mogła być mniejsza niż 2500. Producent miał obowiązek przygotowania minimum 50 zestawów ("kitów") pozwalających zamienić seryjny samochód w kit car.
| Msc | Kierowca       | Pilot              | Punkty |
| --- | -------------- | ------------------ | ------ |
| 1   | Tomasz Kuchar  | Maciej Szczepaniak | 20     |
| 2   | Damian Gielata | Maciej Baran       | 32     |
| 3   | Damian Jurczak | -                  | 17     |

Grupa A - Samochody turystyczne wyprodukowane w ilości co najmniej 2 500 egzemplarzy w ciągu kolejnych 12 miesięcy z dużą ilością możliwych przeróbek polepszających osiągi pojazdu. Do grupy A zaliczano też pojazdy kategorii WRC (World Rally Cars). W samochodach tych dopuszczano bardzo duże modyfikacje w stosunku do modelu bazowego. Roczna produkcja samochodu WRC nie mogła być mniejsza niż 20 egzemplarzy, z tym że model bazowy musiał być produkowany w serii co najmniej 25 000 sztuk rocznie.

### Klasa A-7[2]
A-7 - do 2000 cm3
| Msc | Kierowca       | Pilot              | Punkty |
| --- | -------------- | ------------------ | ------ |
| 1   | Tomasz Kuchar  | Maciej Szczepaniak | 11     |
| 2   | Michał Bębenek | Grzegorz Bębenek   | 4      |

### Klasa A-6[2]
A-6 - do 1600 cm3
| Msc | Kierowca       | Pilot        | Punkty |
| --- | -------------- | ------------ | ------ |
| 1   | Damian Gielata | Maciej Baran | 10     |

### Klasa A-5[2]
A-5 - do 1400 cm3
| Msc | Kierowca            | Pilot          | Punkty |
| --- | ------------------- | -------------- | ------ |
| 1   | Damian Jurczak      | -              | 46     |
| 2   | Piotr Starczukowski | Bartosz Siodła | 32     |
| 3   | Łukasz Szterleja    | -              | 20     |

### Klasa N-3[2]
N-3 - do 2000 cm3
| Msc | Kierowca           | Pilot           | Punkty |
| --- | ------------------ | --------------- | ------ |
| 1   | Michał Gołębiowski | Igor Tomasiak   | 36     |
| 2   | Tomasz Ratajczyk   | Mariusz Sobczak | 33     |
| 3   | Adam Dzitko        | Paweł Młocek    | 25     |

### Klasa N-2[2]
N-2 - do 1600 cm3
| Msc | Kierowca        | Pilot           | Punkty |
| --- | --------------- | --------------- | ------ |
| 1   | Sebastian Frycz | Jarosław Gieras | 16     |
| 2   | Mariusz Woźniak | -               | 8      |
| 3   | Grzegorz Rybka  | -               | 4      |

### Klasa N-1[2]
N-1 - do 1150 cm3
| Msc | Kierowca          | Pilot       | Punkty |
| --- | ----------------- | ----------- | ------ |
| 1   | Magdalena Cieślik | -           | 33     |
| 2   | Robert Romuzga    | -           | 14     |
| 3   | Rafał Kaczmarczyk | Rafał Bożek | 13     |

### Punktacja RSMP - klasyfikacja indywidualna o Puchar Peugeot[3][2]
W Pucharze Peugeota punktacja obejmowała 25 pierwszych miejsc wg systemu: 50-42-37-34-32-30-28-26-24-22-20-18-16-14-12-10-9 itd. Zawodnicy startowali samochodami Peugeot 106 Rally gr. N.
| Msc | Kierowca       | Pilot            | Punkty |
| --- | -------------- | ---------------- | ------ |
| 1   | Marcin Opałka  | Przemysław Bosek | 258    |
| 2   | Grzegorz Grzyb | Przemysław Mazur | 229    |
| 3   | Jakub Golec    | Tomasz Płaczek   | 209    |

### Klasa N-PP[2]
Zawodnicy startowali samochodami Peugeot 106 Rally gr. N.
| Msc | Kierowca       | Pilot            | Punkty |
| --- | -------------- | ---------------- | ------ |
| 1   | Marcin Opałka  | Przemysław Bosek | 41     |
| 2   | Grzegorz Grzyb | Przemysław Mazur | 40     |
| 3   | Maciej Woda    | Barłomiej Sitek  | 26     |

### Puchar Daewoo Lanosa[2]
W Pucharze Daewoo Lanosa punkty przyznawano za 15 pierwszych miejsc według systemu: 25-20-16-13-11-10-9-8-7-6-5-4-3-2-1. Zawodnicy startowali samochodami Daewoo Lanos 1.6 SX gr. N.
| Msc | Kierowca          | Pilot          | Punkty |
| --- | ----------------- | -------------- | ------ |
| 1   | Jacek Sikora      | -              | 85     |
| 2   | Jan Chudzikiewicz | Jerzy Marcinek | 76     |
| 3   | Dariusz Solarski  | -              | 71     |

### Klasa N-PDL[2]
Zawodnicy startowali samochodami Daewoo Lanos 1.6 SX gr. N.
| Msc | Kierowca          | Pilot          | Punkty |
| --- | ----------------- | -------------- | ------ |
| 1   | Spława-Neyman     | Paweł Żak      | 40     |
| 2   | Jacek Sikora      | -              | 28     |
| 3   | Jan Chudzikiewicz | Jerzy Marcinek | 19     |

### Puchar Seicento Sporting[2]
W Pucharze Seicento Sporting punktacja obejmowała 25 pierwszych miejsc wg systemu: 50-42-37-34-32-30-28-26-24-22-20-18-16-14-12-10-9 itd. Zawodnicy startowali samochodami Fiat Seicento Sporting gr. N. Startować mogli zawodnicy do 30 roku życia.
| Msc | Kierowca             | Pilot            | Punkty |
| --- | -------------------- | ---------------- | ------ |
| 1   | Maciej Lubiak        | Michał Kozłowski | 234    |
| 2   | Dariusz Poloński     | Grzegorz Dobosz  | 208    |
| 3   | Aleksander Raczyński | Łukasz Godula    | 195    |

### Klasa N-PSS[2]
Zawodnicy startowali samochodami Fiat Seicento Sporting gr. N. Startować mogli zawodnicy do 30 roku życia.
| Msc | Kierowca             | Pilot            | Punkty |
| --- | -------------------- | ---------------- | ------ |
| 1   | Maciej Lubiak        | Michał Kozłowski | 42     |
| 2   | Dariusz Poloński     | Grzegorz Dobosz  | 31     |
| 3   | Aleksander Raczyński | Łukasz Godula    | 26     |

### Klasyfikacja promocyjna kierowców[2]
W klasyfikacji promocyjnej kierowców klasyfikowano zawodników urodzonych w roku 1970 i młodszych, oraz którzy do tej pory nie zdobyli żadnego tytułu mistrza lub wicemistrza RSMP.
| Msc | Kierowca         | Punkty |
| --- | ---------------- | ------ |
| 1   | Damian Gielata   | 42     |
| 2   | Michał Uliarczyk | 20     |
| 3   | Grzegorz Grzyb   | 17     |

### Klasyfikacja promocyjna pilotów[2]
W klasyfikacji promocyjnej pilotów klasyfikowano zawodników urodzonych w roku 1970 i młodszych, oraz którzy do tej pory nie zdobyli żadnego tytułu mistrza lub wicemistrza RSMP.
| Msc | Pilot            | Punkty |
| --- | ---------------- | ------ |
| 1   | Zbigniew Cieślar | 50     |
| 2   | Maciej Baran     | 30     |
| 3   | Piotr Wieczorek  | 23     |

### Klasyfikacja zespołów sponsorskich[2]
| Msc | Zespół                | Punkty |
| --- | --------------------- | ------ |
| 1   | Marlboro Ford Mobil 1 | 35     |
| 2   | Mocne Rally           | 35     |
| 3   | Warka Strong Club     | 15     |